# Elizaveta Ėsperovna Belosel'skaja-Belozerskaja
Elizaveta Ėsperovna Belosel'skaja-Belozerskaja, in russo Елизавета Эсперовна Белосельская-Белозерская? (20 novembre 1834 – 30 marzo 1907), è stata una nobildonna russa.

## Biografia
Era la figlia maggiore di Ėsper Aleksandrovič Belosel'skij-Belozerskij, e di sua moglie, Elena Pavlovna Bibikova. Suo padre era un amico di Michail Jur'evič Lermontov ed era stato coinvolto nel caso dei decabristi, ma venne assolto. Sua madre era la figliastra del conte Alexander von Benckendorff. La loro vita familiare non era felice. Dopo la sua morte nel 1846, sua madre sposò il principe Vasilij Viktorevič Kočubej.
Divenne damigella d'onore dell'imperatrice Marija Aleksandrovna.

## Matrimonio

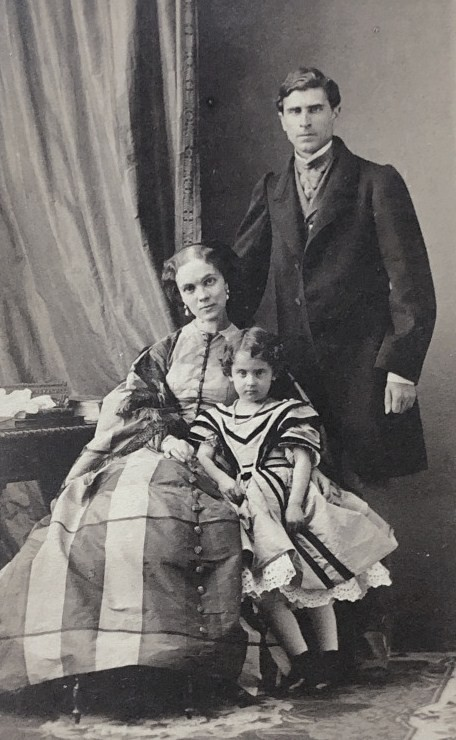
Foto di Elizaveta con il marito e la figlia, di André-Adolphe-Eugène Disdéri.

Nel 1851 sposò Pëtr Nikitič Trubeckoj (1826-1880), figlio del principe Nikita Petrovič Trubeckoj. Ebbero sei figli:
- Elena Petrovna (1852-1917), sposò Pavel Pavlovič Demidov;
- Sergej Petrovič (1854-1855);
- Aleksandra Petrovna (1857-1949), sposò Vladimir Nikolaevič Ochotnikov;
- Aleksander Petrovič (1867-1912 o 1917);
- Ol'ga Petrovna (1868-1887);
- Marija Petrovna (1870-1954), sposò il conte Aleksej Alekseevič Belëvskij-Žukovskj.

Amava la vita lussuosa e nel suo palazzo era visitato dall'imperatore stesso e dai membri della famiglia reale. Nel 1874 il palazzo venne venduto al genero che lo rivendette a Vasilij L'vovič Naryškin.
Nel 1877, suo marito divenne cieco e nel 1880 morì. Dopo la morte del marito, Elizaveta trascorse più tempo all'estero, vivendo in Francia, dove il suo salone divenne un luogo politico.
La principessa era in corrispondenza con molti uomini politici del tempo: François Guizot, Palmerston, Adolphe Thiers, il principe Aleksandr Michajlovič Gorčakov.

## Morte
Nel 1906 la sua salute peggiorò a tal punto che non poté andare all'estero. Morì il 30 marzo 1907 e fu sepolta nella tomba di famiglia accanto al marito e ai figli.